# Santo Domingo, Villa Comaltitlán
Santo Domingo är en ort i Mexiko.   Den ligger i kommunen Villa Comaltitlán och delstaten Chiapas, i den sydöstra delen av landet, 800 km sydost om huvudstaden Mexico City. Santo Domingo ligger 10 meter över havet och antalet invånare är 293.
Terrängen runt Santo Domingo är mycket platt. Runt Santo Domingo är det ganska tätbefolkat, med 96 invånare per kvadratkilometer. Närmaste större samhälle är Villa Comaltitlán, 14,2 km nordost om Santo Domingo. Omgivningarna runt Santo Domingo är en mosaik av jordbruksmark och naturlig växtlighet.